# Emese Dörfler-Antal
Emese Dörfler-Antal (Târgu Mureș, 13 februari 1971) is een voormalige langebaanschaatsster. De geboren Roemeense kwam al sinds haar negentiende uit voor Oostenrijk. Sinds haar huwelijk in 1998, komt de als Emese Antal geboren schaatsster uit onder de naam Emese Dörfler-Antal. In de schaduw van Emese Hunyady was zij jarenlang de nummer twee van het Oostenrijkse vrouwenschaatsen.

## Records

### Persoonlijke records
| Afstand    | Tijd    | Datum            | Baan           |
| ---------- | ------- | ---------------- | -------------- |
| 500 meter  | 40,49   | 15 november 2002 | Erfurt         |
| 1000 meter | 1.19,16 | 8 december 2001  | Calgary        |
| 1500 meter | 2.00,04 | 11 maart 2001    | Salt Lake City |
| 3000 meter | 4.11,88 | 2 maart 2001     | Calgary        |
| 5000 meter | 7.36,01 | 24 november 2001 | Den Haag       |

## Resultaten
| Jaar | EK Allround | WK Allround | WK Sprint | WK Afstanden                  | Olympische Spelen                                | WK Junioren |
| ---- | ----------- | ----------- | --------- | ----------------------------- | ------------------------------------------------ | ----------- |
| 1989 |             |             |           |                               |                                                  | 7e          |
|      |             |             |           |                               |                                                  |             |
| 1992 | NS3         | NS3         | 22e       |                               |                                                  |             |
| 1993 | NC16        | NC18        | 24e       |                               |                                                  |             |
| 1994 |             | 7e          | 24e       |                               | 27e 500m 22e 1000m 19e 1500m 13e 3000m 15e 5000m |             |
| 1995 | 10e         | NC16        |           |                               |                                                  |             |
| 1996 | NC15        | NC16        |           |                               |                                                  |             |
| 1997 | NC19        |             |           |                               |                                                  |             |
| 1998 | 11e         |             |           |                               | 30e 1500m 27e 3000m                              |             |
| 1999 | 12e         | 20e         |           | 24e 1500m 22e 3000m           |                                                  |             |
|      |             |             |           |                               |                                                  |             |
| 2001 | 11e         | 16e         |           | 19e 1500m 21e 3000m           |                                                  |             |
| 2002 | 13e         |             |           |                               |                                                  |             |
| 2003 | 14e         | NC20        |           | 20e 1000m 19e 1500m 18e 3000m |                                                  |             |

NC19 = niet gekwalificeerd voor de laatste afstand, maar wel als 19e geklasseerd in de eindrangschikking
NS=niet gestart op een bepaalde afstand